# Довжик (селище)
Довжик — селище в Україні, у Холминській селищній громаді Корюківського району Чернігівської області. Населення становить 5 осіб. До 2016 орган місцевого самоврядування — Козилівська сільська рада.
До 4 лютого 2016 року селище Довжик носило назву Комсомольське.

## Географічне положення
Селище розташоване на річці Убідь за 38 км від районного центру і залізничної станції Корюківка та за 5 км від сільської ради. Висота над рівнем моря — 175 м.

## Історія
12 червня 2020 року, відповідно до розпорядження Кабінету Міністрів України № 730-р «Про визначення адміністративних центрів та затвердження територій територіальних громад Чернігівської області», увійшло до складу Холминської селищної громади.
19 липня 2020 року, в результаті адміністративно-територіальної реформи та ліквідації Корюківського району, увійшло до складу новоутвореного Корюківського району Чернігівської області.